# دافور لوفرين
دافور لوفرين هو لاعب كرة قدم كرواتي في مركز الهجوم، ولد في 3 أكتوبر 1998 في ميونخ في ألمانيا. لعب مع دينامو زغرب وفورتونا دوسلدورف ونادي سلافن بيلوبو.

## وصلات خارجية
- دافور لوفرين على موقع الاتحاد الأوربي (الإنجليزية)
- دافور لوفرين على موقع اتحاد كرواتيا (الكرواتية)
- دافور لوفرين على موقع قاعدة بيانات كرة القدم.إي يو (الإنجليزية)
- دافور لوفرين على موقع Soccerbase.com (لاعب) (الإنجليزية)
- دافور لوفرين على موقع Soccerway.com (الإنجليزية)
- دافور لوفرين على موقع عالم كرة القدم.نت (الإنجليزية)